# Пољска на Европском првенству у атлетици на отвореном 1938.
Пољска  је учествовала на 2. Европском првенству у атлетици на отвореном 1938. одржаном у Паризу од 7. до 9. септембра и на 1. Европском првенству за жене 17. и 18. септембра у Бечу.После ових првенства мушкарци и жене су се такмичили на заједничким првенствима. Учествовале су 23. жемље, а репрезентацију Пољске представљало је 15 атлетичара (8 мушкараца и 7 жена) који су се такмичили у 16. дисциплине (9 мушких и 7 женских). 
Најуспешнији такмичар била је Станислава Валасјевич која се такмичила у 6 дисциплина и освојила 4 медаље (2 златне и 2 сребрне(, У тркама на 100 и 200 метара 5 пута је обарала рекорд европских првенстава.
У укупном пласману Пољска је са 6 освојених медаља (2. златне, 3 сребрне и 1 бронзана) заузела 5. место. од 15 земаља које су освајале медаље. На првенству су учествовале 23 земаље чланица ЕАА.
У табели успешности према броју и пласману такмичара који су учествовали у финалним такмичењима (првих 8 такмичара) Пољска је са 16 пласмана у финалу заузела 7. место са 70 бодова, од 17 земаља које су имале представнике у филану, од укупно 23 земље учеснице.
| Пл. | Земља  | 1. место | 2. место | 3. место | 4. место | 5. место | 6. место | 7. место | 8. место | Бр. фин. | Бодови |
| --- | ------ | -------- | -------- | -------- | -------- | -------- | -------- | -------- | -------- | -------- | ------ |
| 7.  | Пољска | 2 - 16   | 3 - 21   | 1- 6     | 1 - 5    | 2 - 8    | 3 - 9    | 1 - 2    | 3 - 3    | 16       | 70     |

## Учесници
| Бр. | Дисциплина       | Мушкарци          | Жене                                                                                       | Укупно |
| --- | ---------------- | ----------------- | ------------------------------------------------------------------------------------------ | ------ |
| 1.  | 100 м            | Бернард Заслона*  | Станислава Валасјевич* Отилија Калужа* Барбара Ксионжкијевич*                              | 4      |
| 2.  | 200 м            | Бернард Заслона** | Станислава Валасјевич** Отилија Калужа** Јадвига Гавроњскач*                               | 1      |
| 3.  | 800 м            | Вацлав Гонсовски  | —                                                                                          | 1      |
| 4.  | 1.500 м          | Јан Станишевски   | —                                                                                          | 1      |
| 5.  | 5.000 м          | Јозеф Ноји        | —                                                                                          | 1      |
| 6.  | 3.000 м препреке | Валав Солдан      | —                                                                                          | 1      |
| 7.  | 4 х 100 м        | —                 | Барбара Ксионжкијевич**, Јадвига Гавроњскач** ,Отилија Калужа***. Станислава Валасјевич*** | 0 (4)  |

| Бр. | Дисциплина   | Мушкарци                      | Жене                                         | Укупно  |
| --- | ------------ | ----------------------------- | -------------------------------------------- | ------- |
| 8.  | Скок мотком  | Вилхем Шнајдер                | —                                            | 1       |
| 9.  | Скок удаљ    | —                             | Станислава Валасјевич**** Хенрика Сломчевска | 2       |
| 10. | Бацање кугле | Витолд Геруто*                | Ванда Флакович Геновефа Џејзик*              | 3       |
| 11. | Бацање диска | —                             | Геновефа Џејзик**                            | 1 (2)   |
| 12. | Бацање копља | —                             | Станислава Валасјевич*****                   | 0 )1)   |
| 13. | Десетобој    | Витолд Геруто** Јержи Плавчик | —                                            | 1 (2)   |
|     | Укупно (13)  | 8 (10)                        | 7 (16)                                       | 15 (25) |

- Такмичари означени звездицама учествовали су у онолико дисциплина колики је највећи број звездица.

## Освајачи медаља

### Злато (2)
1. Станислава Валасјевич — 100 м

2. Станислава Валасјевич — 200 м

### Сребро (3)
1.  Витолд Геруто — Десетобој

2. Једвига Гавронска
 Барбара Ксјаскјевич
 Отилија Калузова
 Станислава Валасјевич 4 х 100 м

3. Станислава Валасјевич — Скок удаљ

### Бронза (1)
1 Ванда Флакович — Бацање кугле

## Резултати

### Мушкарци
| Атлетичар        | Дисциплина       | ЛР   | Квалификације | Квалификације | Полуфинале           | Полуфинале           | Финале               | Финале       | Детаљи |
| Атлетичар        | Дисциплина       | ЛР   | Резултат      | Место         | Резултат             | Место                | Резултат             | Место        | Детаљи |
| ---------------- | ---------------- | ---- | ------------- | ------------- | -------------------- | -------------------- | -------------------- | ------------ | ------ |
| Бернард Заслона  | 100 м            |      | 10,9          | 5. у гр. 2    | Није се квалификовао | Није се квалификовао | Није се квалификовао | 18 / 20      | [ 2 ]  |
| Бернард Заслона  | 200 м            |      | 22,5          | 3. у гр. 4 КВ | 22,2                 | 4. у пф 1            | Није се квалификовао | 9. / 16 (17) | [ 2 ]  |
| Вацлав Гонсовски | 800 м            |      | 2:02,0        | 7. у гр. 3    |                      |                      | Није се квалификовао | 17. / 18     | [ 2 ]  |
| Јан Станишевски  | 1.500 м          |      | 4:03.6        | 5. у гр. 2 КВ | 3:58,4 ЛР            | 67. / 12 (14)        |                      |              | [ 2 ]  |
| Јозеф Ноји       | 5.000 м          |      |               |               |                      |                      | 14:47.8 ЛР           | 5. / 11 (13) | [ 2 ]  |
| Валав Солдан     | 3.000 м препреке |      | 9:58,4 ЛР     | 8. / 8        |                      |                      |                      |              | [ 2 ]  |
| Вилхем Шнајдер   | скок мотком      | 4,10 | 4,00          | 4. / 12 (14)  |                      |                      |                      |              | [ 2 ]  |
| Вилхем Шнајдер   | бацање кугле     |      | 14,41         | 7. / 12 (14)  |                      |                      |                      |              | [ 2 ]  |

десетобој
| Атлетичар        | Дисциплина | 100 м | СД   | КУ    | СВ   | 400 м | 110 пр | ДИ    | СМ   | КО    | 1.500 м | Финале        | Пласман |
| ---------------- | ---------- | ----- | ---- | ----- | ---- | ----- | ------ | ----- | ---- | ----- | ------- | ------------- | ------- |
| Вилхем Шнајдер** | Резултати  | 11,4  | 6,18 | 14,76 | 1,83 | 53,3  | 16,3   | 41,86 | 3,50 | 58,80 | 5:21,6  | 6.459 (7.006) |         |
| Јержи Плавчик    | Резултати  | 12,0  | 6,56 | 11,12 | 1,83 | 55,1  | 16,7   | 36,64 | 3,20 | 50,65 | 5:46,5  | 5.665 (5.946) | 6. / 10 |

### Жене
| Атлетичарка                                                                     | Дисциплина       | ЛР   | Квалификације | Квалификације | Полуфинале                     | Полуфинале            | Финале                | Финале     | Детаљи |
| Атлетичарка                                                                     | Дисциплина       | ЛР   | Резултат      | Место         | Резултат                       | Место                 | Резултат              | Место      | Детаљи |
| ------------------------------------------------------------------------------- | ---------------- | ---- | ------------- | ------------- | ------------------------------ | --------------------- | --------------------- | ---------- | ------ |
| Станислава Валасјевич                                                           | 100 м            |      | 11,9 РЕП      | 1. у гр. 1 КВ | 11,9 РЕП                       | 1. у пф. 1 КВ         | 11,9 РЕП              |            |        |
| Отилија Калужа**                                                                | 100 м            |      | 13,2          | 3 у гр. 5     | Није се квалификовала          | Није се квалификовала | Није се квалификовала | = 12. / 21 |        |
| Јадвига Гавроњска                                                               | 100 м            |      | РН            | 4 у гр. 3     | Није се квалификовала          | Није се квалификовала | Није се квалификовала | 20, / 21   |        |
| Станислава Валасјевич**                                                         | 200 м            | 23,6 |               |               | 24,2 РЕП                       | 1. у пф 1             | 23,8 РЕП              |            |        |
| Отилија Калужа**                                                                | 200 м            |      | 26,4          | 3 у гр. 5     | Није се квалификовала          | = 12. / 16            |                       |            |        |
| Барбара Ксионжкијевич                                                           | 200 м            |      | РН            | 4 у пф. 2     | Није се квалификовала          | 20, / 21              |                       |            |        |
| Једвига Гавронска Барбара Ксјаскјевич Отилија Калузова Станислава Валасјевич*** | 4 х 100 м        |      |               |               |                                |                       | 49,4                  |            |        |
| Станислава Валасјевич****                                                       | скок удаљ        |      | 5,81 ЛР       |               |                                |                       |                       |            |        |
| Хенрика Сломчевска                                                              | скок удаљ        |      | 5,15 ЛР       | 8. / 15       |                                |                       |                       |            |        |
| Ванда Флакович                                                                  | бацање кугле**** |      | 12.55 ЛР      |               |                                |                       |                       |            |        |
| Геновефа Џејзик**                                                               | бацање кугле**** |      | 11.68 ЛР      | 7. / 12       |                                |                       |                       |            |        |
| Геновефа Џејзик??                                                               | бацање диска     |      | 36,51 ЛР      | 5. / 11       | []                             |                       |                       |            |        |
| Станислава Валасјевич*****                                                      | бацање копља     |      | 33.33 ЛР      | 6. / 8        | Архивирано 2013-08-05 на сајту |                       |                       |            |        |

## Биланс медаља Пољске после 2. Европског првенства на отвореном 1934—1938.
|     | ЕП     |   |   |   |   | УП   |
| 1.  | 1934.  | 0 | 1 | 1 | 2 | 11.  |
| 2.  | 1938.  | 2 | 3 | 1 | 6 | 5.   |
| 1-2 | Укупно | 2 | 4 | 2 | 8 | = 8. |
| --- | ------ | - | - | - | - | ---- |

|   | Атлетичар-ка          |   |   |   |   |
| - | --------------------- | - | - | - | - |
| 1 | Станислава Валасјевич | 2 | 2 | 0 | 4 |

## Пољски освајачи медаља после 2. Европског првенства 1934—1938.
|    | Атлетичар/ка                                                                 | м | ж | ЕП         | Дисциплина   |   |   |   |   |
| -- | ---------------------------------------------------------------------------- | - | - | ---------- | ------------ | - | - | - | - |
| 1. | Јануши Кусоћињски                                                            | м |   | 1934.      | 5.000 м      |   |   |   |   |
| 2. | Јежи Плавчик                                                                 | м |   | 1934.      | десетобој    |   |   |   | 2 |
| 3. | Станислава Валасјевич                                                        |   | ж | 1938.      | 100 м        |   |   |   |   |
| 4. | Станислава Валасјевич                                                        |   | ж | 1938.      | 200 м        |   |   |   |   |
| 5. | Витолд Геруто                                                                | м |   | 1938.      | десетобој    |   |   |   |   |
| 6. | Једвига Гавронска Барбара Ксјаскјевич Отилија Калузова Станислава Валасјевич |   | ж | 1938.      | 4 х 100 м    |   |   |   |   |
| 7. | Станислава Валасјевич                                                        |   | ж | 1938.      | скок удаљ    |   |   |   |   |
| 8. | Ванда Флакович                                                               | м |   | 1938.      | 50 км ходање |   |   |   | 6 |
|    | Укупно                                                                       | 4 | 4 | 1934—1938. |              | 2 | 4 | 2 | 8 |